# EAS-Airlines-Flug 4226
Der EAS-Airlines-Flug 4226 war ein Inlandsflug der nigerianischen Fluggesellschaft EAS Airlines von Kano nach Lagos. Am 4. Mai 2002 ereignete sich auf diesem Flug der Flugunfall einer BAC 1-11 525FT mit dem Luftfahrzeugkennzeichen 5N-ESF, bei dem nach einem Absturz in ein Wohngebiet 149 Menschen getötet wurden.
Es handelt sich um den schwersten Flugunfall mit einer BAC 1-11.

## Flugzeug
Bei dem Flugzeug handelte es sich um eine BAC 1-11-525FT aus britischer Produktion. Die Maschine war 1980, also im letzten Produktionsjahr der BAC 1-11 (exklusive der von 1982 bis 1989 in Rumänien endmontierten neun Exemplare der Lizenzversion ROMBAC 1-11), gebaut und anschließend an die rumänische TAROM ausgeliefert worden. Die Fluggesellschaft betrieb die Maschine selbst und verleaste sie in den Jahren 1985 und 1986 zweimal an die Inex Adria Airways sowie von März 1987 bis November 1989 an Ryanair. Die EAS Airlines übernahmen die Maschine im Juli 2001. Das zweistrahlige Mittelstrecken-Schmalrumpfflugzeug mit der Werksnummer 266 war mit zwei Triebwerken des Typs Rolls-Royce Spey 506 ausgestattet.
Wegen einer Triebwerkinstandsetzung war die Maschine im Jahr 2001 elf Tage außer Betrieb. Wegen Problemen mit einem der beiden Triebwerke war die Maschine zudem in den letzten 52 Tagen vor dem Unfall eingelagert gewesen. Zehn Stunden vor dem Unfall wurde ein gebrauchtes Ersatztriebwerk eingebaut, das aus einer weiteren abgestellten BAC 1-11 mit dem Luftfahrzeugkennzeichen 5N-ESD ausgebaut worden war.

## Passagiere und Besatzung
Für den Flug von Kano nach Lagos hatten 69 Passagiere die Maschine bestiegen. Es befand sich eine achtköpfige Besatzung an Bord. Der Flugkapitän Inneh Peter verfügte über 14.000 Stunden Flugerfahrung. Erster Offizier war C. E. Adegboye. Zudem befanden sich die beiden Flugingenieure Emmanuel Idoko und Muhammad Sarki, der Purser Peros Doris sowie die Flugbegleiterinnen Iwenofu Nenne, Naomi Ukpong und Nwokeji Ifeyinwa an Bord.

## Unfallhergang
Die Maschine hob um 13:32 Uhr Ortszeit in Kano ab. Unmittelbar nach dem Start begann sie nach links und rechts auszubrechen. Kapitän Peter teilte der Flugsicherung mit, dass die Maschine ein Triebwerksproblem habe. Drei Minuten nach dem Start, um 13:35 Uhr, steuerte die Maschine im Stadtgebiet District of Ungwar Maja, Gwammaja, Kano auf den Boden zu. Menschen, die die Maschine auf sich zukommen sahen, versuchten zu flüchten. Das Flugzeug kollidierte am Boden mit mehreren Gebäuden, darunter einer Schule und zwei Moscheen, die aufgrund der Gebetszeit vollbesetzt waren. Die Maschine ging nach dem Aufprall in Flammen auf. Die meisten Gebäude stürzten infolge des Unfalls komplett ein. Insgesamt wurden 23 Gebäude zerstört.

## Bergung und Rettungsaktion
Zeugenaussagen zufolge sollen die Überlebenden am Boden mit Wehgeschrei zur Absturzstelle gerannt sein, um nach ihren unter den Trümmern eingeschlossenen Angehörigen zu suchen. Augenzeugen wollen Hilfeschreie aus der brennenden Unfallmaschine gehört haben. Die Feuerwehr eilte zur Unfallstelle. Da sich dort keine Wasseranschlüsse befanden, waren die Feuerwehrleute nicht in der Lage, das Feuer zu löschen.
Insgesamt konnten sieben Menschen lebend geborgen werden, darunter ein libanesischer Passagier und ein Armeegeneral, der jedoch wenig später seinen Verletzungen erlag. Einem geretteten Opfer soll ein Stück Knochen aus der Stirn geragt haben.

## Opfer
An Bord der Maschine kamen 64 Passagiere ums Leben, zudem wurde bis auf die Stewardess Naomi Ukpong die gesamte Besatzung getötet. Ferner starben 78 Personen am Boden. Unter den Opfern befand sich der nigerianische Sportminister Ishaya Mark Aku, der sich auf Dienstreise befunden hatte. Auch drei Vertreter der katholischen Kirche kamen an Bord der Maschine ums Leben.

## Ursache
Nigerianische Behörden kamen bei der Untersuchung des Zwischenfalls zu dem Urteil, dass der Unfall durch einen Pilotenfehler verursacht wurde. Die Triebwerke hätten demnach versagt, nachdem sie große Mengen an Staub eingesogen hatten. Dazu sei es gekommen, da der Kapitän die Startbahn überrollte und den Startlauf auf einer Rasenfläche hinter der Startbahn fortsetzte, anstatt ihn abzubrechen. Nach dem Triebwerksausfall sei die Maschine in das Gwammaja-Viertel von Kano gestürzt.

## Folgen
Nach dem Unfall erteilten nigerianische Behörden ein Betriebsverbot für alle Maschinen des Typs BAC 1-11, sowie für alle Flugzeuge, die älter als 22 Jahre sind, im Land. Der Zwischenfall blieb der weltweit letzte, der sich mit einer BAC 1-11 ereignete.